# Sistema integrat de gestió de biblioteques
Un sistema integrat de gestió de biblioteques (SIGB) és un programari destinat a la gestió informàtica i l'automatització de les diferents activitats necessàries per al funcionament d'una biblioteca (gestió de les col·leccions i dels usuaris, catalogació, circulació, adquisicions, consultes, estadístiques, etc.). Un SIGB es basa generalment en una base de dades relacional, un programari per interaccionar amb aquestes bases de dades, una interfície destinada als professionals i una altra destinada als usuaris.
Tradicionalment un SIGB s'organitza en mòduls, com per exemple: 
- adquisicions (comandes, rebudes, facturació dels documents)
- catalogació (creació de registres a la base de dades)
- préstec (prestar els documents als usuaris i el seu retorn)
- publicacions periòdiques (control de les col·leccions de revistes i diaris)
- el catàleg en línia (interfície per als usuaris)

## Història
Els SIGB van aparèixer als anys 1970 i 1980, i es van desenvolupar durant les següents dècades. Des dels anys 2000, però, l'auge de les publicacions electròniques (per les quals els SIGB tradicionals estan poc adaptats) i de serveis a Internet com Google, van qüestionar el model de SIGB existent. Recentment han començat a aparèixer sistemes basats en SaaS i tecnologies al núvol, juntament amb eines de descoberta que substitueixen els catàlegs en línia.